# 토니 스카티
토니 스카티(Tony Scotti, 1939년 12월 22일 ~ )는 축구 선수 활약을 한 전력이 있는 미국의 소설가 겸 영화배우 및 영화연출가, 기업가다.

## 소속
- 前 미국 MGM 영화주식화사 제1부사장

## 생애

### 학력
- 1962년 미국 메릴랜드 주립대학교 영어영문학과 학사

### 주요 경력
- 1958년 축구 선수 첫 입문.
- 1962년 축구 선수 분야 은퇴하고 소설가 등단.
- 1967년 미국 영화 《Valley of the dolls》의 조연으로 영화배우 데뷔.
- 1984년 불가리아 태생의 프랑스 여가수 실비 바르탕(Sylvie Vartan)과 결혼.
- 1986년 미국 영화 《Eye of the tiger》로 영화연출가 데뷔.